# Kulanovit
Kulanovit fou un districte de Baspracània, al centre d'Armènia, a la vall del riu Kughan (actualment Kelan Deresi). Limitava al nord amb el Krshuniq; a l'est amb el gran Albag; a l'oest amb l'Ervanduniq; i al sud amb el Terpatunik. És documentat a l'Aixkharhatxoitx.